# Camí de Sant Ermengol
El Camí de Sant Ermengol és una obra del municipi de Fígols i Alinyà, a la comarca de l'Alt Urgell. És un monument protegit i inventariat dins el Patrimoni Arquitectònic Català

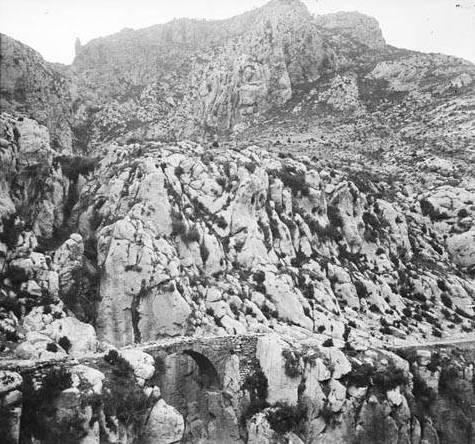
El camí de Sant Ermengol en una imatge del 1913

## Descripció
Antic camí d'època medieval, que servia de comunicació entre Organyà i la Seu d'Urgell, situat a la vora del Segre. Les restes més importants es poden veure a l'estret de Tresponts, en l'indret anomenat els Pontarrons, al marge dret del riu. Es conserven alguns trams de volta de mig punt, recolzats directament sobre la roca del marge del riu. La tradició n'atribueix la construcció al mandat del bisbe Ermengol d'Urgell al segle xi.